# Natalija Kočergina
Natalija Kočergina (ur. 17 kwietnia 1985 w Ołeksijewie-Drużkiwce, Ukraińska SRR) – litewska biathlonistka i biegaczka narciarska, olimpijka (2018), uczestniczka mistrzostw świata w biathlonie i w narciarstwie klasycznym, wielokrotna mistrzyni i wicemistrzyni Litwy w biathlonie i biegach narciarskich.

## Życiorys
W 2003 roku wystartowała w biathlonowym sprincie na zimowym olimpijskim festiwalu młodzieży Europy w miejscowości Bled. W biegu tym zajęła 36. miejsce. W 2005 roku wzięła udział w mistrzostwach świata juniorów w narciarstwie klasycznym w Rovaniemi. Zaprezentowała się w trzech konkurencjach biegowych – w sprincie techniką klasyczną była 68., w biegu łączonym 64., a w biegu na 5 km stylem dowolnym zajęła 57. miejsce.
W lutym 2011 roku zajęła 45. miejsce w biegu indywidualnym i 50. w sprincie podczas mistrzostw Europy w biathlonie w Ridnaun. W biegu pościgowym została zdublowana. W marcu tego roku po raz pierwszy w karierze wzięła udział w seniorskich mistrzostwach świata w biathlonie. W tej edycji mistrzostw, rozegranej w Chanty-Mansyjsku, Litwinka była 91. w biegu indywidualnym i 98. w sprincie.
W sezonie 2011/2012 zadebiutowała w indywidualnych zawodach Pucharze Świata, zajmując w lutym 2012 w Oslo 52. miejsce w sprincie. W marcu uczestniczyła w mistrzostwach świata w Ruhpolding i zajęła 89. miejsce w sprincie, 72. miejsce w biegu indywidualnym i 23. w sztafecie mieszanej.
W kolejnym sezonie zdobyła pierwsze w karierze punkty Pucharu Świata, dzięki zajęciu w styczniu 2013 w Oberhofie 35. miejsca w sprincie. Były to jedyne zawody PŚ w tym sezonie, w których zawodniczka wywalczyła punkty do klasyfikacji generalnej. W lutym 2013 wzięła udział w mistrzostwach świata w Nowym Mieście i uplasowała się na 99. miejscu w sprincie, 23. miejscu w sztafecie, a biegu indywidualnego nie ukończyła. Również w lutym uczestniczyła w narciarskich mistrzostwach świata w Val di Fiemme. Wzięła udział w dwóch konkurencjach biegowych – w sprincie drużynowym techniką dowolną była 20., a w biegu na 10 km zajęła 54. miejsce.
W sezonie 2013/2014 po raz drugi w karierze zdobyła punkty Pucharu Świata, zajmując 29. miejsce w sprincie w Oberhofie. Rok później, na przełomie stycznia i lutego 2015, wystartowała w mistrzostwach Europy w Otepää. W zawodach tych uplasowała się na 24. miejscu w biegu pościgowym, na 33. w biegu indywidualnym i 51. w sprincie. Uczestniczyła również w marcowych mistrzostwach świata w Kontiolahti, w których była 90. w biegu indywidualnym i 21. w sztafecie. W Pucharze Świata w sezonie 2014/2015 osiągnęła 38. miejsce w biegu indywidualnym w Oslo.
W następnym sezonie Pucharu Świata ani razu nie zdobyła punktów do klasyfikacji generalnej. W mistrzostwach świata w Oslo była 87. w sprincie i biegu indywidualnym oraz 23. w sztafecie mieszanej. W sezonie 2016/2017 również nie zdołała zdobyć punktów. Najbliżej tego osiągnięcia była w sprincie w Oslo, w którym uplasowała się na 43. miejscu. W mistrzostwach świata w Hochfilzen była 75. w sprincie, 89. w biegu indywidualnym, 21. w sztafecie i 24. w sztafecie mieszanej.
W sezonie 2017/2018 raz zdobyła punkty Pucharu Świata – w sprincie w Antholz była 38. Wywalczone w ten sposób trzy punkty dały jej 97. miejsce w klasyfikacji generalnej. W styczniu wystąpiła na mistrzostwach Europy w Ridnaun i została sklasyfikowana tylko w sprincie, w którym zajęła 56. miejsce.
W lutym 2018 po raz pierwszy w karierze wystąpiła na zimowych igrzyskach olimpijskich. Podczas igrzysk w Pjongczangu wystąpiła w trzech konkurencjach w biathlonie. W sprincie zajęła 80. miejsce, a w biegu indywidualnym była 30.. Była również pierwszą litewską zawodniczką w sztafecie mieszanej. Po jej zmianie Litwa zajmowała 19. miejsce i została zdublowana podczas biegu kolejnej zawodniczki.
Wielokrotnie stała na podium mistrzostw Litwy w biathlonie i biegach narciarskich. W styczniu 2009 w Ignalinie została dwukrotną wicemistrzynią kraju w biegach narciarskich – w sprincie i biegu na 5 km, w obu przypadkach przegrywając tylko z Ingridą Ardišauskaitė. W marcu tego roku stanęła również na podium trzech konkurencji w mistrzostwach Litwy w biathlonie – została mistrzynią w biegu masowym na 15 km i w sztafecie 3×5 km oraz wicemistrzynią w sprincie na 7,5 km. W styczniu 2010 została dwukrotną wicemistrzynią Litwy w biegach narciarskich – w biegu indywidualnym na 10 km techniką dowolną i biegu indywidualnym na 5 km techniką klasyczną. W marcu tego roku ponownie dwukrotnie została wicemistrzynią kraju w biegach – w sprincie indywidualnym i w sprincie drużynowym.
W styczniu 2011 roku została mistrzynią Litwy w narciarskim biegu na 5 km techniką dowolną. W marcu 2014 w łotewskiej miejscowości Maduonoje została mistrzynią Litwy w biathlonie, zwyciężając w biegu na 12,5 km. W lutym 2018 została mistrzynią Litwy w narciarskim biegu indywidualnym na 10 km.
Z wykształcenia jest doktorem nauk społecznych.

## Osiągnięcia (Biathlon)

### Igrzyska olimpijskie
| Rok  | Miejscowość | Konkurencje | Konkurencje | Konkurencje | Konkurencje | Konkurencje | Konkurencje | Konkurencje |
| Rok  | Miejscowość | IN          | SP          | PU          | MS          | RL          | MR          | SR          |
| ---- | ----------- | ----------- | ----------- | ----------- | ----------- | ----------- | ----------- | ----------- |
| 2018 | Pjongczang  | 30.         | 80.         | –           | –           | –           | 19.         | nd.         |

### Mistrzostwa świata
| Rok  | Miejscowość          | Konkurencje | Konkurencje | Konkurencje | Konkurencje | Konkurencje | Konkurencje | Konkurencje |
| Rok  | Miejscowość          | IN          | SP          | PU          | MS          | RL          | MR          | SR          |
| ---- | -------------------- | ----------- | ----------- | ----------- | ----------- | ----------- | ----------- | ----------- |
| 2011 | Chanty-Mansyjsk      | 90.         | 97.         | –           | –           | –           | –           | nd.         |
| 2012 | Ruhpolding           | 72.         | 89.         | –           | –           | 23.         | 25.         | nd.         |
| 2013 | Nové Město na Moravě | dnf.        | 99.         | –           | –           | 23.         | 24.         | nd.         |
| 2015 | Kontiolahti          | 90.         | –           | –           | –           | 20.         | –           | nd.         |
| 2016 | Oslo                 | 86.         | 87.         | –           | –           | –           | 23.         | nd.         |
| 2017 | Hochfilzen           | 89.         | 75.         | –           | –           | 21.         | 24.         | nd.         |
| 2019 | Östersund            | 80.         | 27.         | 51.         | –           | –           | 24.         | 25.         |
| 2020 | Anterselva           | 61.         | 34.         | 56.         | –           | –           | 16.         | 24.         |
| 2021 | Pokljuka             | 69.         | 83.         | –           | –           | –           | 17.         | 24.         |
| 2023 | Oberhof              | 80.         | 52.         | 56.         | –           | –           | 18.         | –           |
| 2024 | Nové Město           | 55.         | 55.         | 51.         | –           | –           | 17.         | 24.         |
| 2025 | Lenzerheide          | 68.         | 84.         | –           | –           | 17.         | –           | –           |

### Puchar Świata

#### Miejsca w klasyfikacji generalnej
| Sezon     | Miejsce           |
| --------- | ----------------- |
| 2012/2013 | 95.               |
| 2013/2014 | 90.               |
| 2014/2015 | 90.               |
| 2015/2016 | niesklasyfikowana |
| 2016/2017 | niesklasyfikowana |
| 2017/2018 | 97.               |
| 2018/2019 | 86.               |
| 2019/2020 | 89.               |
| 2020/2021 | niesklasyfikowana |
| 2021/2022 | niesklasyfikowana |
| 2022/2023 | niesklasyfikowana |
| 2023/2024 | niesklasyfikowana |
| 2024/2025 | 75.               |